# Kleine Krimpolder
De Kleine Krimpolder is een voormalig waterschap in de provincie Groningen.
Het waterschap lag ten noorden van Wierumerschouw op de oostelijke uiterdijk van het Reitdiep. Hoewel het direct aan het Reitdiep lag, bouwde E. Raangs in 1877 een molen die binnendijks uitsloeg op het gebied van Hunsingo. Dit was dan ook de reden dat het gebied bij dit waterschap werd ingedeeld. Nadat de molen in 1894 was afgebroken, bleef het gebied binnendijks afwateren  via een houten duiker door de dijk. Men was daarvan kennelijk niet op de hoogte, toen het in 1967 bij het waterschap Reitdiep werd gevoegd. Tijdens de uitvoering van van de ruilverkaveling Sauwerd is de duiker vervangen door een van beton.
Waterstaatkundig gezien ligt het gebied sinds 1995 binnen dat van het waterschap Noorderzijlvest.